# لوف أبقع
اللُوف الأَبْقَع  أو اللُوف السَّبْط أو ترياق أبيض أو أرم مبقع أو آرم (باللاتينية: Arum maculatum) أحد الأنواع في جنس اللوف الذي يتبع الفصيلة القلقاسية من أحاديات الفلقة.
موطنه معظم مناطق أوروبا والقوقاز وهو نادر في الوطن العربي أو حوض البحر الأبيض المتوسط.

## الوصف النباتي
هذا النبات معمر ويكون ارتفاعه ما بين 20 و50 سم. أوراقه مبقعة بلون أرجواني، ومن هنا جاء الاسم. لون الزهرة بنفسجي غامق لون أوراقها أخضر غامق، شكلها جميل ولكن رائحتها سيئة جدًا، تنمو في شهر شباط لغاية شهر نيسان كما أنها تنمو في المناطق السهلية والجبلية، غذائها يعتمد على مياه الأمطار، تُاكل هذه النبتة مجففة فهي طيبة الطعم لمن يحبها.